# Юліус фон Верді дю Вернуа
Адріан Фрідріх Вільгельм Юліус Людвіг фон Верді дю Вернуа (нім. Adrian Friedrich Wilhelm Julius Ludwig von Verdy du Vernois; 19 липня 1832 — 30 вересня 1910) — прусський воєначальник, генерал піхоти, військовий міністр Пруссії, педагог і письменник.

## Біографія
Поступив на службу в 1850 році в 14-й піхотний полк. У 1863-1865 роках. перебував при російському головнокомандувачі в Польщі, а в 1866 році — при штабі кронпринца .
У 1870 році він був призначений начальником відділу великого генерального штабу, а потім взяв участь у Франко-прусській війні, при головній квартирі, де завідував відомчим відділом.
У 1879 році призначений директором цивільного департаменту військового міністерства, в 1883 році — командиром 1-ї піхотної дивізії, в 1887 році — губернатором Страсбурга.
У 1888 році він брав участь головою комісії в розробці статуту польової служби Прусської армії, а в 1889 році був призначений військовим міністром Пруссії.
У 1891 році покинув службу і цілком присвятив себе військово-літературним заняттям. Особливо видатною вважається його діяльність як викладача військової академії (1866-72) і начальника відділу в генштабі. У своїх працях і військово-педагогічній діяльності він є піонером прикладного методу, пізніше прийнятого практично у всіх арміях для вивчення тактики; він же дав цим істотний імпульс підготовці німецьких офіцерів.
Всю сутність військового мистецтва Верді дю Вернуа бачив в тому, щоб ясно ставити собі мету і енергійно прагнути її досягнення. Будучи одним з найвидатніших військових вчених Німеччини, він писав просто і ясно, щоб кожна його фраза могла бути легко зрозуміла нижніми чинами. Він настільки цінував самостійність судження, що рекомендував брати в основу викладання ті операції, які закінчилися невдачею, щоб не утрудняти критика авторитетом перемоги.
Ідеї Верді дю Вернуа не згасли і тоді, коли, після шести років роботи, він залишив військову академію. У числі його послідовників, які розвинули і поширили його ідеї, можна вказати на Шварте, Гоппенштедта, Леффлера, Франсуа, Кислінга та інших.
Останні 20 років життя, перебуваючи поза справами, відірваний від практичної діяльності, Верді дю Вернуа поступово ухилявся в своїх ідеях в бік систематичних і теоретичних суджень, однак, зберіг ясний, широкий розум, позбавлений схоластики, тримався завжди на ґрунті фактів і навіть незадовго до своєї смерті, в одній з популярних статей (в «Handbuch für Heer u. Flotte», фон-Альтена) сам застерігав від шкідливих наслідків торжества позиційної системи і панування геометричних елементів.
Верді не цурався і витонченої літературі: в 1894 році в Страсбурзі, а потім в столиці Німеччини, була поставлена його драма «Alarich, König der Westgoten».
Юліус фон Верді дю Вернуа помер 30 вересня 1910 року в місті Стокгольмі і був з почестями похований в Берліні.

## Нагороди

### Прусське королівство
- Орден Червоного орла
  - 3-го класу з луком і мечами (1866)
  - 2-го класу з мечами і дубовим листям га кільці (1877)
  - зірка до ордена 2-го класу (18 січня 1883)
  - великий хрест з дубовим листям і мечами на кільці (23 березня 1890)
- Залізний хрест 2-го і 1-го класу
- Королівський орден дому Гогенцоллернів
  - лицарський хрест з мечами (1871)
  - командорський хрест (19 січня 1873)
- Хрест «За вислугу років» (Пруссія)
- Pour le Mérite
  - військовий орден
  - орден за науку і мистецтво (1 серпня 1891)
- Почесний доктор філософського факультету Кенігсберзького університету (1894)
- Орден Заслуг Прусської Корони (1 березня 1909)

### Саксонське королівство
- Орден Заслуг (Саксонія), командорський хрест 2-го класу з військовою відзнакою (1870)
- Орден Альберта (Саксонія), великий хрест із золотою зіркою (7 жовтня 1882)

### Вюртемберзьке королівство
- Орден «За військові заслуги» (Вюртемберг), командорський хрест (30 грудня 1870)
- Орден Фрідріха (Вюртемберг), великий хрест (4 грудня 1879)

### Австро-Угорщина
- Орден Франца Йосифа, великий хрест (1876)
- Орден Леопольда (Австрія), великий хрест (1889)

### Італійське королівство
- Орден Святих Маврикія та Лазаря, великий хрест
- Орден Корони Італії, командорський хрест

### Мекленбург
- Хрест «За військові заслуги» (Мекленбург-Шверін) 2-го класу
- Орден Вендської корони, великий хрест (20 грудня 1897)

### Російська імперія
- Орден Білого Орла
- Орден Святої Анни 2-го ступеня з мечами
- Орден Святого Володимира 4-го ступеня

### Інші країни
- Орден Заслуг герцога Петра-Фрідріха-Людвіга, командорський хрест з мечами (Велике герцогство Ольденбурзьке; 31 грудня 1870)
- Орден дому Саксен-Ернестіне, командорський хрест 1-го класу з мечами (1875)
- Орден Людвіга (Гессен-Дармштадт), великий хрест (21 вересня 1889)
- Орден Церінгенського лева, великий хрест (Велике герцогство Баденське; 1889)
- Орден «За військові заслуги» (Баварія), командорський хрест (10 листопада 1890)
- Орден Лева і Сонця 1-го ступеня (Каджарський Іран)
- Авіський орден, великий хрест (Португальське королівство)
- Медаль «За військові заслуги» (Ліппе) з мечами